# Rachel Guyer
Rachel Guyer, née le 11 avril 2002, est une rink hockeyeuse de l'équipe des États-Unis de évoluant au sein du club d'Alaska Sno Devils à Anchorage. 

## Parcours
Avant même d'avoir atteint l'âge de 18 ans, elle est sélectionnée en équipe nationale afin de participer à trois mondiales. 
Elle intègre l'équipe pour la première fois en 2016. Elle participe au championnat du monde au Chili dont elle est la plus jeune joueuse de la compétition,. Elle est accompagnée par quatre autres joueuses de son club d'Anchorage. 
En 2017, elle participe au 1er Roller Games qui sont organisés par la Chine. 
En juillet 2019, elle participe au mondial féminin de Barcelone. Lors de ses cinq sélections, elle marque un unique but face à la Chine lorsque les États-Unis se sont imposés sur un score de 43 buts à rien. 